# Kiang
A kiang, egyéb nevein tibeti vadszamár vagy gorkhar (Equus kiang) az emlősök (Mammalia) osztályának páratlanujjú patások (Perissodactyla) rendjébe, ezen belül a lófélék (Equidae) családjába tartozó faj.

## Előfordulása
A kiang Tibeti-fennsík őshonos lóféléje, a 4000-7000 méteres tengerszint feletti magasságon fekvő hegyi és alpesi legelőket kedveli. Kínában, India Ladak és Szikkim régióiban, illetve Nepál északi részén található meg.

## Alfajai
A kiangnak négy alfaja van. Ezek földrajzilag és megjelenésben (koponyaméret, a metszőfogak által bezárt szög, a far alakja, színezet és testméret) különböztethetők meg egymástól. A keleti alfaj a legnagyobb és a déli alfaj a legkisebb. A nyugati alfaj valamivel kisebb a keleti alfajnál és szőrzete is sötétebb.
- Equus kiang chu  (Hodgson, 1893)
- Equus kiang holdereri  (Matschie, 1911)
- Equus kiang kiang  (Moorcroft, 1841)
- Equus kiang polyodon  (Hodgson, 1847)

## Megjelenése

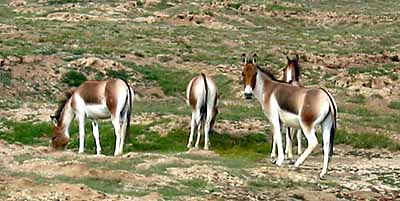
Kiangok Tibetben

A szamarak közül a kiang a legnagyobb testű, és közeli rokonságban áll az ázsiai vadszamárral, emiatt sokáig azt hitték, hogy ennek egyik alfaja. Az állat marmagassága 140 centiméter. Nagy fején tompa orr és bemélyedő orrlyukak vannak. Sörénye feláll és eléggé rövid. Gesztenyebarna szőrzete télen sötétebbé válik, nyáron pedig vörösesebbé, és ilyenkor vedlik is. A nyári szőrzet 1,5 centiméter hosszú, míg a téli szőrzet kétszerese ennek. A lábak, a nyak, a hasi rész, az orr vége és a fülek belső részének a széle fehér színűek. A nyaksörénytől a farokig széles, csokoládébarna hátgerinccsík húzódik. A farok feketés-barna. A két nem közel azonos méretű.

## Életmódja
Akárcsak az összes lóféle, a kiang is növényevő; különösen füvekkel, sásokkal táplálkozik. Az utóbbin belül az árvalányhaj fajait részesíti előnyben, de más helyi növényekkel is táplálkozik, mint a lápi sások vagy a réti füvek. Amikor kevés fű áll rendelkezésre, így a téli időszakban vagy az élőhelyének szárazabb peremterületein, a földből kiásott cserjékkel, gyógynövényekkel, valamint az Oxytropis genus gyökereivel éri be. Időnként víztározóból ihat, bár a Tibeti-fennsíkon az ilyen ritkaságnak számít, így a folyadékigényének jelentős részét az elfogyasztott növényekből és esetleg a téli hóból szerzi.
Az egyetlen természetes ragadozója a tibeti farkas. A kiangménes kört formálva védekezik a támadó  ragadozók ellen, valamint lehajolt fejjel erőszakosan rúgnak. Emiatt a farkasok általában a ménesből eltévedt magányos egyedeket szemelik ki. A kiangok időnként hatalmas ménesbe gyűlnek össze, amelyek akár száznál is több egyedet is számlálhatnak. Ezek a ménesek nem állandó csoportok, hanem időszakos egyesülések, amelyek fiatal csődörökből, anyakancákból és csikóikból állnak. Az idős csődörök általában magányosak, 0,5–5 km²-nyi területet védenek a vetélytársaktól és birtokolják a kancák helyi csoportját. A territoriális csődörök időnként agresszívvé válhatnak a betolakodókkal szemben; megrúgják, harapdálják, de leggyakrabban elűzik őket egy fenyegetés után, amit a fülek ellapításával jeleznek.

## Szaporodása
A párzási időszak késő július és késő augusztus között van, amikor az idősebb csődörök a párzás előtt megkergetik és egy körbe terelik a szaporodóképes kancákat. A vemhesség ideje 7-12 hónap, aminek végén egy csikó születik. Habár a kancák az ellés után szinte azonnal képesek szaporodni, a két évenkénti ellések a gyakoribbak. Az újszülött csikók legfeljebb 35 kg súlyúak és néhány órán belül képesek járni. Az ivarérés ideje nem ismert, bár valószínűleg 3-4 éves kor között lehet, mint közeli rokonánál, az ázsiai vadszamárnál. A kiang a vadonban akár 20 évig is élhet.

## Képek
|  |  |  |  |  |

## Fordítás
- Ez a szócikk részben vagy egészben  a   Kiang című angol Wikipédia-szócikk fordításán alapul.  Az eredeti cikk szerkesztőit annak laptörténete sorolja fel. Ez a jelzés csupán a megfogalmazás eredetét és a szerzői jogokat jelzi, nem szolgál a cikkben szereplő információk forrásmegjelöléseként.